# San Miguel (La Mar)
San Miguel es una ciudad peruana, capital del distrito homónimo y de la provincia de La Mar, ubicada en el departamento de Ayacucho. 
Para el año 2019 la población de San Miguel es de 77 890 habitantes.

## Clima
| Parámetros climáticos promedio de San Miguel | Parámetros climáticos promedio de San Miguel | Parámetros climáticos promedio de San Miguel | Parámetros climáticos promedio de San Miguel | Parámetros climáticos promedio de San Miguel | Parámetros climáticos promedio de San Miguel | Parámetros climáticos promedio de San Miguel | Parámetros climáticos promedio de San Miguel | Parámetros climáticos promedio de San Miguel | Parámetros climáticos promedio de San Miguel | Parámetros climáticos promedio de San Miguel | Parámetros climáticos promedio de San Miguel | Parámetros climáticos promedio de San Miguel | Parámetros climáticos promedio de San Miguel |
| Mes                                          | Ene.                                         | Feb.                                         | Mar.                                         | Abr.                                         | May.                                         | Jun.                                         | Jul.                                         | Ago.                                         | Sep.                                         | Oct.                                         | Nov.                                         | Dic.                                         | Anual                                        |
| -------------------------------------------- | -------------------------------------------- | -------------------------------------------- | -------------------------------------------- | -------------------------------------------- | -------------------------------------------- | -------------------------------------------- | -------------------------------------------- | -------------------------------------------- | -------------------------------------------- | -------------------------------------------- | -------------------------------------------- | -------------------------------------------- | -------------------------------------------- |
| Temp. máx. media (°C)                        | 24.1                                         | 23.7                                         | 23.5                                         | 24.4                                         | 24.6                                         | 24                                           | 23.7                                         | 24.7                                         | 24.9                                         | 26                                           | 26.4                                         | 24.8                                         | 24.6                                         |
| Temp. media (°C)                             | 16.9                                         | 16.8                                         | 16.6                                         | 16.6                                         | 15.7                                         | 14.5                                         | 14.5                                         | 15.5                                         | 16.5                                         | 17.6                                         | 17.9                                         | 17.2                                         | 16.4                                         |
| Temp. mín. media (°C)                        | 9.8                                          | 9.9                                          | 9.7                                          | 8.9                                          | 6.8                                          | 5                                            | 5.3                                          | 6.3                                          | 8.1                                          | 9.3                                          | 9.4                                          | 9.6                                          | 8.2                                          |
| Fuente: climate-data.org                     |                                              |                                              |                                              |                                              |                                              |                                              |                                              |                                              |                                              |                                              |                                              |                                              |                                              |